# أوشو (إيواته)
مدينة أوشو (بالإنجليزية: Ōshū)‏ هي أحد المدن التابعة لمحافظة إيواته. تأسست رسميًا في 20/02/2006. ويقدر عدد سكانها بـ 128273 نسمة حسب تقدير مكتب الإحصاء الياباني لعام 2012. تبلغ مساحة أوشو 993.35 كم2. بكثافة سكانية تبلغ 129 نسمة/كم2. تشتهر أوشو بلحم ماساوا البقري والعديد من المهرجانات والمعابد والأضرحة التاريخية، بالإضافة إلى "فوجيوارا نو ساتو" وهي مدينة ملاهي وموقع تصوير للأفلام صممت لتصبح مكاناً مشابهاً لما كانت عليه اليابان في فترة هييآن. يدعي العديد من المشاهير أن أوشو هي موطنهم، بما في ذلك إيتشيرو أوزاوا، الزعيم القديم للحزب الديمقراطي الياباني.

## توأمة
لأوشو (إيواته) اتفاقيات توأمة مع:
- ناغانوما (9 مايو 1973 - )